# Artur Woźniak
Artur Woźniak (né le 10 novembre 1913 à Cracovie en Pologne et mort le 31 mai 1991 dans la même ville) était un joueur et entraîneur de football polonais.